# オージー (バンド)
オージー（Orgy）は、アメリカ合衆国のロックバンド。1994年にロサンゼルスにて結成。オージーのメンバーは自身の音楽を「death pop」と表現している。

## 略歴
ボーカルのジェイ・ゴードンとギタリストのライアン・シャック、元ラフ・カットのギタリストであるアミア・デラクの3人で結成。その後ベーシストのペイジ・ヘイリー、元Electric Love Hogsのドラマーであるボビー・ヒューイットが加入しバンドの原形が完成。コーンの所有レーベルであるElementree Recordsと契約した。
1998年8月にファースト・アルバム『キャンディアス』をリリース。アルバムは全米最高32位を記録し、現在までに200万枚を売り上げた。アルバムにはニュー・オーダーの「ブルー・マンデー」のカバーを収録しており、12月にシングルとしてカットされヒットを記録した。2000年10月にSFをテーマにしたセカンド・アルバム『ヴェイパー・トランスミッション』をリリース。2003年暮れにシャックとデラクはサイド・プロジェクトであるジュリアン・Kを結成。2人は後にリンキン・パークのチェスター・ベニントンが結成したデッド・バイ・サンライズにも参加した。オージーはセカンド・アルバム・リリース後に所属レーベルを離れ、自主レーベルD1 Musicを設立、2004年2月にサード・アルバム『Punk Statik Paranoia』をリリースした。翌2005年にバンドは活動を休止する。
2010年にゴードンはシャック、デラクとの3人でバンドを再始動させる。ジュリアン・Kで活動中だったシャックとデラクは同年に脱退するが、その後も新メンバーを募り活動継続中である。

## メンバー

### 現在のメンバー
- ジェイ・ゴードン（Jay Gordon） - ボーカル （1994年 - 2005年、2010年 - ）
- カールトン・ボスト（Carlton Bost） - ギター （2011年 - ）
- ニック・スペック（Nic Speck） - ベース （2011年 - ）
- クレイトン・エムリック（Creighton Emrick） - ギター、シンセサイザー （2013年 - ）
- ボビー・アマロ（Bobby Amaro） - ドラムス、パーカッション （2013年 - ）

### 旧メンバー
- ライアン・シャック（Ryan Shack） - ギター （1994年 - 2005年、2010年）
- アミア・デラク（Amir Derakh） - ギター、シンセサイザー （1994年 - 2005年、2010年）
- ボビー・ヒューイット（Bobby Hewitt） - ドラムス、パーカッション （1994年 - 2005年）
- ペイジ・ヘイリー（Paige Haley） - ベース （1994年 - 2005年）
- ジェイミー・ミラー（Jamie Miller） - ドラムス、パーカッション （2011年 - 2013年）
- アッシュバーン・ミラー（Ashburn Miller） - ギター、シンセサイザー （2011年 - 2013年）

## ディスコグラフィ

### スタジオ・アルバム
- 『キャンディアス』 - Candyass (1998年)
- 『ヴェイパー・トランスミッション』 - Vapor Transmission (2000年)
- Punk Statik Paranoia (2004年)

### EP
- Talk Sick (2015年)

### シングル
- "Stitches" (1998年)
- "Blue Monday" (1998年)
- "Fiction (Dreams in Digital)" (2000年)
- "Opticon" (2000年)
- "Eva" (2001年)
- "Faces" (2001年)
- "The Obvious" (2003年)
- "Vague" (2004年)
- "Pure" (2005年)
- "Grime of the Century" (2012年)
- "Weird" (2006年)
- "Wide Awake and Dead" (2014年)